# 오카무라 야스지
오카무라 야스지(일본어: 岡村 寧次, 1884년 5월 15일 ~ 1966년 9월 2일)는 일본제국 육군의 군인이다. 지나 파견군 총사령관, 중지나 방면군 사령관, 제11군 사령관, 북지나 파견군 등을 역임하였다.

## 생애

### 초기
1884년 도쿄도에서 태어난 오카무라는 사카마치 소학교를 졸업한 뒤, 1897년에 와세다 대학의 부속중학에 들어갔으나 1년후에 1898년 도쿄 육군 유년 학교로 전학하였다. 1903년 육군 중앙 유년 학교를 졸업하였다. 오카무라는 1904년 10월 일본 육군사관학교에 들어가 1904년 16기생으로 졸업하였다. 그의 동기 중에선 후에 일본 육군의 장성이 되는 이타가키 세이시로(板垣征四郎), 도이하라 겐지(土肥原賢二), 안도 리키치(安藤利吉)가 포함돼 있었다. 1910년 12월 일본 육군대학교에 들어가 재학 중 대위로 승진하였고, 1913년 11월 일본 육군대학교를 졸업해 일본제국 육군 제1연대 중대장에 임관되었다.
오카무라는 1914년부터 제1차 세계 대전 직후까지 일본제국 육군의 참모 본부에서 여러 참모직을 맡아 일했으며, 1920년대 초반, 잠시 중국으로 가서 중국 군벌의 군사 고문으로 일했다.
1932년 상하이 파견군 참모 부장으로 전출돼, 같은 해 8월에 관동군 참모 부장으로 취임하였다. 오카무라는 상하이 파견군 참모 부장으로 있던 1932년 3월 해군 위안소를 참고해 육군 위안소를 설치하기 시작했다. 오카무라 자신의 회고록에 따르면, 그는 일본군의 강간 사건을 방지한다는 명분으로 나가사키현 지사에게 '위안부단' 차출 요청했다고 한다. 1933년 2월부터는 만주국 주재 무관을 겸했고, 그 해 5월 31일에는 국민 정부군의 허잉친(何應欽)과 탕구 협정을 체결하였다. 오카무라는 1936년, 중장으로 승진함과 동시에 일본제국 육군 제2사단의 지휘를 맡게 되었다.

### 중일 전쟁
1938년 루거우차오 사건이 발생한 지 1년 이후, 오카무라는 8군의 사령관이 되어 중일 전쟁의 여러 전투에 참전하였다. 역사학자 요시미 요시아키에 의하면 오카무라는 쇼와 천황으로부터 화학무기를 써도 좋다는 허락을 받았다고 전해진다. 1940년 오카무라는 대장으로 승진하였고, 1941년에는 북지나방면군의 총사령관이 되었다.
1941년 12월 오카무라는 대본영 575호 명령을 수리하였는데, 이것은 이른바 삼광 작전 (三光作戰:모두 죽이고(杀光), 빼앗고(抢光), 불태우는(烧光)) 이라고 불리는 것으로 게릴라전을 펴는 팔로군의 배후 촌락을 철저히 파괴하는 것이었다. 역사가 히메타 미쓰요시에 의하면 이러한 초토화 작전으로 270만의 중국 민간인이 살해되었다고 한다.
1944년 오카무라는 제6방면군을 이끌고 "이치고(一號)작전"을 실행시켜, 연합군의 폭격기의 기지로 이용될 수 있는 남중국의 비행장들을 철저히 파괴하였다. 이후 얼마 지나지 않아, 그는 지나파견군 총사령관에 임명되었다. 1945년 1월까지도 그는 중국 전선에서 일본 제국의 승리를 확신했다고 한다.
오카무라는 1945년 9월 9일 난징에서 열린 중국·버마 주둔 일본군의 항복조인식에 참석하였다.

### 전후
일본의 항복 직후 국공 내전이 발발하자 장제스(蔣介石)가 이끄는 중국 국민당의 군사고문을 맡았다. 그 보답으로 그는 어떤 전범 재판에도 기소되지 않았다.1949년 그는 일본으로 돌아와 1966년에 사망하였다.
오카무라는 사후인 2000년 여성 국제전범 법정에 기소됐으며, 2006년에는 중국 근·현대사에 영향 끼친 외국인 50명 중 하나로 선정되기도 하였다.